# 愛麗絲·菲諾
愛麗絲·菲諾（法語：Alice Finot，1991年2月9日—）是一名法國女子田徑運動員。她在羅馬舉行的2024年歐洲田徑錦標賽中獲得3000公尺障礙賽的金牌。
2024年8月6日，菲諾在巴黎奧運會3000公尺障礙賽中打破歐洲紀錄。她的成績是8分58秒67，排名第四。
為了慶祝自己的奧運成就，菲諾向她的長期伴侶布魯諾·馬丁內斯·巴吉拉（Bruno Martínez Bargiela）求婚，胸針上寫著「愛在巴黎」。根據Connexion France的報導，菲諾告訴記者，她打算在以不到9分鐘的時間完成障礙賽後求婚，9是她的「幸運數字」，也是她與巴吉拉相處的年數。

## 外部連結
- 官方网站
- 愛麗絲·菲諾在的頁面